# Keyartmolen
De Keyartmolen is een watermolen, gelegen aan de Keyartstraat 4 te Tongerlo, op de Itterbeek nabij de Zuid-Willemsvaart.
De molen, die fungeerde als korenmolen, werd voor het eerst vermeld in 1139. De molen werd toen door de zoon van de Graaf van Loon in pacht gegeven aan Aernout van de Keyart. Eeuwenlang was de molen in bezit van deze familie, maar in 1681 bleek Jean d'0ssorio de la Peina, in dienst van de Spaanse koning, de eigenaar te zijn. In 1850 werd de molen opnieuw opgetrokken, in steen. In 1923 werd het onderslagrad vervangen door een turbine. Tot 1985 maalde de molen op waterkracht, daarna werd af en toe nog elektrisch gemalen. 
In de molenhoeve werd in 2010 een bed and breakfast ingericht.
In 2012 is de molen niet in maalvaardige staat, maar restauratie wordt overwogen, waarbij men de opwekking van elektriciteit voor ogen heeft.